# キム・ヒエ
キム・ヒエ（김 희애、1967年4月23日 - ）は、韓国の女優。済州特別自治道出身。身長164cm。

## 略歴
高校在学中にハイティーンファッションモデルとして芸能活動を開始。1990年代にはチェ・ジンシル、チェ・シラらとブラウン管トロイカとして活動して人気を集めた。
2011年、俳優チャン・ヒョクと共に主演を務めたドラマ『マイダス』が人気を博す。ウンジン食品『自然は』の広告モデルに抜てき。2014年、映画『優しい嘘』とドラマ『密会』で立て続けに人気俳優ユ・アインの相手役を務めた。
2020年、JTBCのドラマ『夫婦の世界』に出演。韓国ケーブルテレビ史上最高視聴率となる28.4%を記録した。この作品で第56回百想芸術大賞TV部門女性最優秀演技賞を受賞した。
配偶者は、有名なベンチャー企業家で元国会議員の李璨振。

## 学歴
- 恵化女子高等学校（1985年卒業）
- 中央大学演劇映画学科（1989年卒業）
- 中央大学新聞放送大学院新聞放送学科（1995年卒業）

## 出演作品

### テレビドラマ
- 女心（1986年、KBS） - ソン・ダヨン 役
- 冥土間（1985年、KBS 2TV） - ウ・ソウォン 役
- お母さん（1987年、KBS）
- 愛情の条件（1987年、KBS 2TV） - キム・ウォンミ 役
- 明日を忘れん（1988年、KBS） - ソ・イネ 役
- あなたの祝杯（1989年、MBC） - チョン・ヨオク 役
- 女は何で生きるのか（1990年、MBC） - チャ・ヨンゴン 役
- 冬の旅人（1990年、KBS） - タヘ 役
- 朝鮮王朝五百年 大院君（1990年、MBC） - 明成皇后 役
- 愛するあなた（1990年、MBC） - ワンジュ 役
- 離別の開始（1991年、MBC） - チョン・ヘジョン 役
- 山の向こう側（1991年、MBC） - カン・ミョンエ 役
- ナモク（1992年、MBC） - キョンア 役
- 息子と娘（1992年、MBC） - イ・フナム 役
- 怒りの王国（1992年、MBC） - ミン・ジェギョン 役
- 暴風の季節（1993年、MBC） - イ・ホンジュ 役
- カレイスキー（1994年、MBC） - ソン・ナムヨン 役
- 愛と結婚（1995年、MBC） - ユン・スビン 役
- 恋愛の基礎（1995年、MBC） - チェ・ジョンヒ 役
- 一人だけのあなた（1999年、MBC） - チャン・ソヨン 役
- 妻 〜愛の果てに〜（2003年、KBS） - キム・ナヨン 役
- 完全なる愛（2003年、SBS） - ハ・ヨンエ 役
- 拝啓、ご両親様（2004年 - 2005年、KBS） - アン・ソンシル 役
- 雪の花（2006年 - 2007年、SBS） - イ・ガンエ 役
- 私の男の女（2007年、SBS） - イ・ファヨン 役
- マイダス（2011年、SBS） - ユ・イネ 役
- 妻の資格（2012年、JTBC） - ユン・ソレ 役
- 密会（2014年、JTBC） - オ・ヘウォン 役
- ミセスコップ（2015年、SBS） - チェ・ヨンジン 役
- 華麗なる2人～ミセスコップ2～（2016年、SBS） - チェ・ヨンジン役
- 最後から二番目の恋（2016年、SBS） - カン・ミンジュ 役
- 夫婦の世界（2020年、JTBC） - チ・ソヌ 役
- クイーンメーカー（2023年、Netflix） - ファン・ドヒ役[2]

### 映画
- 20歳になった最初の日（1984年） - ミン・バンスク 役
- レミニセンス・オブ・フレーム（1985年） - ムン・ジヒ 役
- マイ・ラブ・チャンク（1985年） - ミヘ 役
- ザ・ヒーロー・リターンズ（1987年） - ヨンミ 役
- 101回目のプロポーズ（1993年） - ジョンウォン 役
- 優しい嘘（2014年） - ユ・ヒョンスク 役
- セシボン（2015年） - 20年後のミン・ジャヨン 役[3]
- 死体が消えた夜（2018年） - ユン・ソルヒ 役[4]
- Herstory（2018年） - ムン・ジョンスク 役
- ユンヒへ（2019年） - ユンヒ 役[5]
- THE MOON（2023年）
- DEADMAN 消された男（2024年）
- 満ち足りた家族（2024年） - イ・ヨンギョン 役

### バラエティ
- 花よりお姉さん（2013年 - 2014年、tvN）

## 受賞歴
- KBS演技大賞 - 新人賞（1986年、『女心』）
- 私たちのスター賞 - 女性新人賞（1987年、『女心』）
- 第23回百想芸術大賞 - TV部門 女性新人演技賞（1987年、『女心』）
- MBC演技大賞 - 最優秀賞（1989年、『明日を忘れん』）
- MBC演技大賞 - 大賞（1991年、『山の向こう側』）
- MBC演技大賞 - 大賞（1993年、『息子と娘』『暴風の季節』）
- TVジャーナル 今年のスター賞 - タレント部門 大賞・最優秀賞（1993年、『息子と娘』『暴風の季節』）
- 第29回百想芸術大賞 - TV部門 大賞・女性最優秀演技賞（1993年、『息子と娘』）
- 第30回百想芸術大賞 - TV部門 人気賞（1994年、『暴風の季節』）
- 第6回韓国放送プロデューサー賞（1994年、『暴風の季節』）
- 第8回韓国放送プロデューサー賞（1996年、『愛と結婚』『恋愛の基礎』）
- グリメ賞 - 最優秀女性演技賞（2003年、『完全なる愛』）
- SBS演技大賞 - 10大スター賞・SBSi賞（2003年、『完全なる愛』）
- 第39回百想芸術大賞 - TV部門 女性最優秀演技賞（2003年、『妻 〜愛の果てに〜』）
- 第16回韓国放送プロデューサー賞（2004年、『完全なる愛』）
- 第40回百想芸術大賞 - TV部門 大賞（2004年、『完全なる愛』）
- SBS演技大賞 - 大賞・10大スター賞（2007年、『私の男の女』）
- 第1回コリアドラマフェスティバル - 演技大賞（2007年、『私の男の女』）
- コリアファッション&デザインアワード - 今年のベストドレッサー賞（2007年）
- 第1回スタイルアイコンアワード - TV本賞（2008年、『私の男の女』）
- 第49回百想芸術大賞 - TV部門 女性最優秀演技賞（2013年、『妻の資格』）
- 第50回百想芸術大賞 - LFファッショニスタ賞（2014年）
- 第51回貯蓄の日 - 大統領表彰（2014年）
- 第9回ソウルドラマアワード - 女性演技者賞（2014年、『密会』）
- 第3回APANスターアワード - 中編ドラマ部門 女性最優秀演技賞（2014年、『密会』）
- 第7回スタイルアイコンアワード - 10大スタイルアイコン賞（2014年）
- 第27回釜日映画賞 - 主演女優賞（2018年、『Herstory』）
- 第6回BIFF marie claireアジアスターアワード - 今年の俳優賞（2018年、『Herstory』）
- 第2回ELLEスタイルアワード - タイムレスアイコン賞（2020年、『夫婦の世界』）
- 第56回百想芸術大賞 - TV部門 女性最優秀演技賞（2020年、『夫婦の世界』）
- 第2回アジアコンテンツアワード - 女性最優秀演技賞（2020年、『夫婦の世界』）
- 第11回大韓民国大衆文化芸術賞 - 大統領表彰（2020年）
- 第7回韓国映画製作者協会賞 - 主演女優賞（2020年、『ユンヒへ』）
- フェロー島映画祭 - 助演女優賞（2020年、『ユンヒへ』）

## 外部リング
- キム・ヒエ - allcinema
- キム・ヒエ - KINENOTE
- Kim Hee-ae - IMDb（英語）